# Huangcun Xidajie
Huangcun Xidajie (in cinese: 黄村西大街站S, Huángcūn xīdàjiē zhànP) è una stazione della linea Daxing della metropolitana di Pechino. La stazione è entrata in funzione in concomitanza dell'inaugurazione dell'intera linea Daxing, avvenuta il 30 dicembre 2010. Prima di essere definitivamente scelta la stazione di Xingong, Huangcun Xidajie era stata inizialmente candidata per essere la stazione di trasferimento tra la linea 4 e la linea Daxing.

## Posizione
La stazione di Huangcun Xidajie è situata in concomitanza dell'incrocio tra Xinghua Street e Huangcun West Road, nel distretto di Daxing situato nella zona meridionale della città di Pechino.

## Struttura e impianti
La stazione di Huangcun Xidajie è una stazione sotterranea composta da due piani interrati: al primo piano è stato costruito l'atrio di ingresso alla stazione, mentre al secondo piano sono presenti i binari disposti ai lati di una banchina centrale. La stazione dispone di 4 accessi, indicati con le lettere A, B, C e D. L'ingresso C è accessibile ai portatori di disabilità motoria grazie alla presenza di un ascensore.

## Servizi
La stazione dispone di:
- Accessibilità per portatori di handicap (solo uscita C)
- Ascensore (solo uscita C)
- Scale mobili
- Emettitrice automatica biglietti
- Servizi igienici
- Sportello automatico
- Distributori automatici
- Stazione video sorvegliata
- Ufficio polizia

### Orari
Dal 30 dicembre 2010 la linea Daxing condivide il percorso con la Linea 4; dalla stazione di Huangcun Xidajie si operano i servizi come segue:
- Un servizio che copre l'intera tratta, da Anheqiao Nord, da dove inizia la Linea 4, fino a Tiangongyuan, capolinea della Linea Daxing.[6]
- Un servizio ridotto che copre l'intera Linea 4 al quale si aggiunge la fermata Xingong della Linea Daxing, la prima stazione della Linea Daxing, quindi offrendo corse da Anheqiao Nord a Xingong. I passeggeri che intendono proseguire verso sud devono scendere e cambiare binario in direzione Tiangongyuan.[7]

La prima corsa direzione Anheqiao Nord parte tutti i giorni alle 5:15 da Huangcun Xidajie, mentre l'ultima alle 22:55. In direzione opposta, il primo treno per Tiangongyuan effettua servizio alle 6:10 mentre l'ultimo alle 23:47.

### Tariffazione
Dalla stazione di Huangcun Xidajie la tariffazione parte da un prezzo di ¥3 (circa €0,40), a seconda della distanza di viaggio totale da percorrere, fino a un massimo di ¥7 (circa €1). Se si usa la carta dei trasporti, il prezzo viene scontato del 20% per le corse dopo una spese di ¥100 (circa €13) in un mese solare, del 50% per le corse dopo i ¥150 (circa €20) di spesa e superati i ¥400 di spesa (circa €52) non ci saranno ulteriori sconti.

## Interscambi
- Fermata autobus 456, 631, 631快, 829, 840, 913, 934, 954, 968, 兴11, 兴14, 兴17, 兴19, 兴20, 兴22, 兴28, 兴29, 兴29区, 兴31, 兴31区, 兴33, 兴35, 兴37, 兴45, 兴46, 兴48, 兴52, 兴54, 兴55, 兴57, 兴59, 兴61, 兴66, X105, X107.